# Alexandr Misurkin
Alexandr Alexandrovič Misurkin (rusky Александр Александрович Мисуркин, * 23. září 1977 Jeršiči, Smolenská oblast, RSFSR, SSSR) je bývalý pilot ruského vojenského letectva a ruský kosmonaut, 528. člověk ve vesmíru. Členem oddílu kosmonautů Střediska přípravy kosmonautů (CPK) je od října 2006. Od roku 2010 se připravoval na svůj první kosmický let na Mezinárodní vesmírnou stanici (ISS) jako člen Expedice 35 a 36, do vesmíru vzlétl 28. března 2013, po 166 dnech, 6 hodinách a 15 minutách letu přistál 11. září 2013. Podruhé na ISS pracoval od září 2017 do konce února následujícího roku jako člen Expedice 53/54. Třetí, dvanáctidenní let na ISS podnikl v prosinci 2021 v lodi Sojuz MS-20.

## Život

### Mládí
Alexandr Misurkin pochází ze západoruského města Jeršiči, ležícího ve Smolenské oblasti. Po střední škole byl roku 1994 přijat ke studiu na Kačinskou vojenskou vysokou leteckou školu (Качинское Высшее военное авиационное училище летчиков), v souvislosti s jeho zrušením roku 1998 přestoupil do Armavirského vojenského leteckého institutu (Армавирский военный авиационный институт), který absolvoval roku 1999 ve specializaci letec-inženýr. Poté sloužil v Tichorecku v gardovém učebním leteckém pluku Krasnodarského vojenského leteckého institutu.

### Kosmonaut
Přihlásil se k výběru kosmonautů a 11. října 2006 získal doporučení Státní meziresortní komise k zařazení do oddílu kosmonautů Střediska přípravy kosmonautů (CPK) ve Hvězdném městečku. Absolvoval dvouletou všeobecnou kosmickou přípravu a 9. června 2009 získal kvalifikaci zkušební kosmonaut.
V prosinci 2010 vešlo ve známost jeho zařazení záložní posádky Expedice 33/34 (start v Sojuzu TMA-06M byl připravován na září 2012) a hlavní posádky Expedice 35/36 se startem v březnu 2013.
V souvislosti s přechodem CPK od vojenského letectva k Roskosmosu byli kosmonauti-vojáci uvolňováni z armády, Misurkin odešel do zálohy v hodnosti podplukovníka v létě 2012.
Do vesmíru vzlétl 28. března 2013 jako palubní inženýr lodi Sojuz TMA-08M společně s Pavlem Vinogradovem a Christopherem Cassidy, po šestihodinovém letu se připojili k posádce ISS. Na stanici pracoval jako palubní inženýr Expedic 35 a 36. Po půl roce vesmírného letu, 11. září 2013, se posádka Sojuzu TMA-08M vrátila na Zem.
Na jaře 2015 byla sestavena posádka pro Sojuz MS-04 (start v dubnu 2017 v rámci Expedice 51/52) ve složení Misurkin, Nikolaj Tichonov a Mark Vande Hei, která od července 2015 zahájila přípravu k misi. Trojice současně působila jako záložní pro Sojuz MS-02 (start v říjnu 2016). V říjnu 2016 byli Misurkin a Vande Hei přeřazeni ze Sojuzu MS-04 na Sojuz MS-06, přičemž jako třetího dostali v březnu 2017 Josepha Acabá; s Norišigem Kanaim tvořili Misurkin a Vande Hei také zálohu pro Sojuz MS-05 (start v červenci 2017).
Do vesmíru trojice Misurkin, Vande Hei, Acabá vzlétla 13. září 2017 na lodi Sojuz MS-06, po necelých šesti hodinách letu se připojili k posádce ISS. Na stanici Misurkin pracoval jako palubní inženýr Expedice 53 a velitel Expedice 54. Po půl roce vesmírného letu, 27. února 2018, se posádka Sojuzu MS-06 odpoutala od stanice a po 3 hodinách a 23 minutách letu 28. února 2018 v 02:31 UTC přistála v Kazachstánu, 146 km jihovýchodně od Džezkazganu.
Třetí let – v roli velitele a současně jediného profesionálního kosmonauta na palubě – začal startem z kosmodromu Bajkonur 8. prosince 2021 v 07:38:15 UTC, k ISS se loď připojila téhož dne v 13:40:44 UTC. Dalšími členy posádky byli japonští vesmírní turisté Jusaku Maezawa a Jozo Hirano. Posádka se od stanice se svou lodí odpojila 19. prosince 2021 v 23:50:30 UTC a po brzdicím manévru (zapálení motoru 20. prosince 2021 v 02:18:56 UTC) přistála v Kazachstánu v 03:13 UTC.
Na konci března Roskosmos oznámil, že s posledním dnem měsíce končí působení Misurkina v oddílu kosmonautů CPK.

### Osobní život
Alexandr Misurkin je ženatý, má dceru a syna.

## Vyznamenání
- Hrdina Ruské federace (26. srpna 2016)[1]
- Letec-kosmonaut Ruské federace (26. srpna 2016)[1]
- Řád Za zásluhy o vlast IV. třídy (25. března 2014)[1]